# NGC 13
NGC 13 è una galassia a spirale di magnitudine 14,01 visibile nella costellazione di Andromeda e distante circa 60,48 Mpc (197,27 milioni di anni luce) dalla Terra.
Fu scoperta da William Herschel nel 1790 con il suo telescopio riflettore di 18,7 pollici.

## Caratteristiche
NGC 13 è una galassia spirale vista di taglio della costellazione di Andromeda. La sua magnitudine visuale è di poco superiore alla quattordicesima ed è di modeste dimensioni apparenti (2,5 × 0,6). Secondo il sistema di classificazione di Hubble rivisto da de Vaucouleur, NGC 13 viene classificata come una galassia di tipo (R)Sab, ovvero una spirale (S) con tracce di anello esterno (R) in cui il contributo del nucleo è preponderante rispetto al disco (ab, ovvero early type galaxy).
La distanza di NGC 13 è stata calcolata alla fine degli anni ottanta utilizzando la relazione Tully-Fisher che lega la luminosità intrinseca di una galassia con l'ampiezza della propria curva di rotazione. Il valore trovato è di circa 60,48 ± 3,39 Mpc (197,27 ± 11,06 milioni di anni luce).

### Libri
- (EN) C.J. Lada e N.D. Kylafits, The Origin of Stars and Planetary Systems, Kluwer Academic Publishers, 1999, ISBN 0-7923-5909-7.
- A. De Blasi, Le stelle: nascita, evoluzione e morte, Bologna, CLUEB, 2002, ISBN 88-491-1832-5.

### Carte celesti
- (EN) Wil Tirion, Barry Rappaport e George Lovi, Uranometria 2000.0, William-Bell inc., 2001, ISBN 0-943396-15-8.
- (EN) Wil Tirion e Roger W. Sinnott, Sky Atlas 2000.0 - Second Edition, Cambridge, USA, Cambridge University Press, 1998, ISBN 0-933346-90-5.
- (EN) Wil Tirion, The Cambridge Star Atlas 2000.0, 3ª ed., Cambridge, Cambridge University Press, 2001, ISBN 0-521-80084-6.